# Gaio Claudio Pulcro (console 92 a.C.)
Gaio Claudio Pulcro  (latino: Caius Claudius Pulcher) (fl. I secolo a.C.) è stato un politico e generale romano.

## Biografia
Nel 100 a.C. Pulcro viene menzionato per la prima volta tra quelli che presero le armi per fermare Saturnino. Nel 99 a.C. fu edile curule; fece celebrare splendidi giochi, durante i quali a Roma per la prima volta furono utilizzati gli elefanti e decorazioni sceniche dipinte .
Nell'95 a.C. fu pretore in Sicilia e, seguendo le istruzioni ricevuto dal Senato romano, legiferò nella città di Halesia, rispettando le decisioni prese dal Senato locale .
Nel 92 a.C. fu eletto console con Marco Perperna.
Cicerone lo descrive come un uomo che aveva una grande potenza e una certa abilità come oratore .